# Smuklik koniczynowiec
Smuklik koniczynowiec (Halictus tumulorum) – gatunek pszczoły z rodziny smuklikowatych (Halictidae).
Gatunek palearktyczny, występuje od Europy na wschód po wschodnią Rosję, Japonię, Koreę i Chiny.
Samice różnią się od podobnego smuklika złotawego m.in. rzadszym punktowaniem wierzchu tułowia i tergitów, a od Halictus confusus – m.in. węższymi włoskowymi przepaskami na odwłoku. Samce są podobne do samców H. confusus i H. gavarnicus, rozróżnialne są po budowie aparatów kopulacyjnych.
Podobnie jak inni przedstawiciele podrodzaju, smuklik koniczynowiec jest gatunkiem prymitywnie społecznym. Większość samic kopuluje, jednak dojrzałe oocyty w jajnikach, świadczące o gotowości do składania jaj, można obserwować u nie więcej niż 4% robotnic. Gatunek polilektyczny, gniazduje w ziemi.
Samice tego gatunku można spotkać w Polsce od kwietnia do października, samce pojawiają się w lecie.